# Anton Günther
Anton Günther (Cvikov, 17 novembre 1783 – 24 febbraio 1863) è stato un filosofo cattolico austriaco che venne accusato dalla Chiesa di eresia triteistica.
Dal 1818 contribuì al Wiener Jahrbücher der Literatur. dal 1828 cominciò a pubblicare una serie di lavori nei quali esponeva la propria peculiare filosofia e le proprie speculazioni teologiche.